# 榜罗镇会议旧址
榜罗镇会议旧址，位于中国甘肃省定西市通渭县，为一个全国重点文物保护单位，类型为近现代重要史迹及代表性建筑。
榜罗镇会议旧址的历史年代为1935年。